# Mohammed Salim
Mohammed Salim (Calcutta, 1904 – Calcutta, 5 novembre 1980) è stato un calciatore indiano, di ruolo centrocampista.
Nel 1937 si trasferì al Celtic: fu il primo calciatore indiano della storia a giocare in un campionato estero.
(Boria Majumdar, vice direttore del International Journal of the History of Sport)

## Carriera
Nato e cresciuto a Calcutta, Salim si fece un nome a livello locale al Mohammedan Sporting Club, che monopolizzava il campionato locale. Essendo stato invitato in Europa da suo cugino, col tempo viaggiò con lui a Glasgow:
Il 'Giocoliere indiano', come è stato soprannominato, ha impressionato nelle partite di prova e nelle amichevoli, ed è stato una piccola ossessione dei media, perché la 'novità' del suo background ha creato interesse.
Ha giocato solo due partite di 'A' (riserva), da cui deriva la sua omissione da alcuni libri di riferimento del Celtic. La sua prima apparizione avvenne contro l'Hamilton Accies, su cui il Celtic trionfò per 5-1, e la seconda contro il Galston, anch'essa vinta con un ampio margine, 7-1. Il Daily Express scrisse sulla sua prestazione contro il Galston:
Tuttavia, dopo un breve periodo in Scozia, non si stava adattando e aveva nostalgia di casa. Convinto a resistere e a rimanere, Willie Maley offrì persino una partita di beneficenza per raccogliere fondi per assisterlo. Mohammed Salim fece donare il denaro agli enti di beneficenza locali, un grande segno del suo animo (anche se potrebbe non essersi reso conto delle somme coinvolte).
Se fosse rimasto al Celtic anche solo per un po' di tempo in più avrebbe forse avuto il grande onore di aver giocato per il Celtic in una vittoria del titolo (stagione 1937-1938), purtroppo l'ultima del Celtic per molti anni a seguire. Avrebbe anche potuto giocare nel torneo Empire Exhibition Cup che il Celtic vinse nel 1938.
Dato che la guerra sarebbe iniziata un paio di anni dopo, forse la sua decisione di partire nel 1937 è stata in retrospettiva una decisione prudente, altrimenti sarebbe stato difficile cercare di tornare a casa in quel nuovo ambiente.

### Nazionale
Dopo il titolo 1935-1936 vinto in patria, Salim fu selezionato come parte di un “All India XI” per affrontare due amichevoli contro la squadra olimpica cinese di calcio. Fu un momento importante sia per Salim che per il calcio indiano in generale, poiché le amichevoli segnarono le prime partite internazionali organizzate dalla Federazione calcistica dell'India. Si sarebbe dimostrato devastante; nonostante l'India abbia perso, Salim è stato così impressionante che dopo la prima partita ha ricevuto elogi anche dai cinesi.

## Caratteristiche tecniche
Esterno d'attacco veloce e abile nel dribbling, Salim usava spesso una particolare finta da lui inventata, ripresa in parte anche da Ronaldinho, sfruttando la peculiarità indiana del giocare scalzi: infatti portava palla sul suo alluce e muoveva il piede verso una direzione, per poi far scivolare il pallone sulle altre dita e muovere il piede nell'altra direzione, per poi saltare l'uomo e involarsi velocemente verso la porta.

## Palmarès

### Club
- Calcutta Football League (5): 1934, 1935, 1936, 1937, 1938
- IFA Shield (1): 1936

## Individuali
- Dr. B. C. Roy Award: 1976